# فرانچسکو سیلو
فرانچسکو سیلو (انگلیسی: Francesco Ciullo؛ زادهٔ ۳۰ سپتامبر ۱۹۷۹) بازیکن فوتبال اهل ایتالیا است.